# El duende y yo
El duende y yo es una película de comedia mexicana de 1961 escrita y dirigida por Gilberto Martínez Solares y protagonizada por Germán Valdés "Tin Tan" y María Esquivel. Esta película fue la segunda de cinco películas que filmaría el comediante en 1961, la cual está basada en el argumento de Julio Porter y Jesús Murciélago Velázquez y Tin Tan entra en una época de sobreexplotación de su imagen que a la larga perjudicará su trayectoria a finales de los 60.

## Argumento
La película narra la historia de Modesto Fauno (Tin Tan), un empleado contable de una oficina que vive apocado y subvalorado por sus jefes. Una noche un par de borrachos lo confunden y lo llevan a un club nocturno donde conoce a Diana (María Esquivel), una cantante que se conmueve con su noble personalidad y al saber de sus proyectos frustrados y el poco valor que le dan en la compañía en que trabaja, decide hacer algo por él y al día siguiente se presenta en la misma como la esposa de Modesto.
Deslumbrados por la belleza de Diana, el señor Mendizábal (Tito Novaro) jefe de Modesto comienza a promoverlo y a mejorarlo económicamente dentro de la empresa todo con el fin de acercarse a Diana. Esta se da cuenta de las intenciones de Mendizábal pero sigue ayudando a Modesto fingiéndose su esposa y manteniendo a raya a Mendizábal.
Cuando el presidente de la compañía (Rafael Alcayde) descubre que el proyecto de Modesto para elevar la productividad es bueno, lo nombra gerente de una de sus empresas. Modesto va a enterar a su amiga Diana de la suerte que ha tenido pero esta desesperada al ver que Modesto no le declara su amor lo deja diciéndole que se va a casar con Mendizábal. Modesto comprende que la quiere una vez que lo ha dejado y corre a casa de Mendizábal para alcanzarla pero solo encuentra a su exjefe que cínicamente le confiesa sus planes de quitarle a la mujer. Modesto lo golpea y comprende que Diana jamás se iría con ese hombre. Finalmente la localiza en la estación de trenes y le dice finalmente que la quiere con lo que consigue retenerla.

## Elenco
- Germán Valdés «Tin-Tan» como Modesto Fauno.
- María Esquivel como Diana.
- Tito Novaro como Ernesto Mendizábal.
- Marcelo Chávez como Sr. Mendieta.
- Rafael Alcayde como Sr. Campos.
- Dolores Camarillo como Panchita.
- Ramón Valdés como Ramón, Borracho en club nocturno.
- Jorge Zamora como Camilo.
- Mario García "Harapos" como Ingeniero Robles.
- Alicia Montoya como Marga.
- Cristóbal Valdés como Miguel, borracho en cantina.
- Jorge Rachini como Jorge, empleado de oficina.
- Yolanda Ortiz como Isabelita.
- Violet Gabriel como Amiga de Isabelita.
- Daniel Tellez Wood
- José Pardavé como Don Tochito.
- Regina Cardo como Invitada en fiesta.
- Pepita González como Pasajera en estación de ferrocarril.
- Jesús Gómez como Policía.
- María Teresa Mondragón como Invitada en fiesta.
- Rafael Torres como José, mesero
- Aurora Zermeño como Portera en casa de Diana.